# Åsbodsjön
Åsbodsjön är en sjö i Sundsvalls kommun i Medelpad och ingår i Indalsälvens huvudavrinningsområde. Sjön är 8,8 meter djup, har en yta på 0,319 kvadratkilometer och befinner sig 221,1 meter över havet. Sjön avvattnas av vattendraget Åsbodbäcken.

## Delavrinningsområde
Åsbodsjön ingår i det delavrinningsområde (695050-155012) som SMHI kallar för Mynnar i Indalsälvens vattendragsyta. Medelhöjden är 237 meter över havet och ytan är 5,15 kvadratkilometer. Det finns ett avrinningsområde uppströms, och räknas det in blir den ackumulerade arean 10,67 kvadratkilometer. Åsbodbäcken som avvattnar avrinningsområdet har biflödesordning 2, vilket innebär att vattnet flödar genom totalt 2 vattendrag innan det når havet efter 49 kilometer. Avrinningsområdet består mestadels av skog (88 procent). Avrinningsområdet har 0,33 kvadratkilometer vattenytor vilket ger det en sjöprocent på 6,3 procent.